# کربوریزه کردن

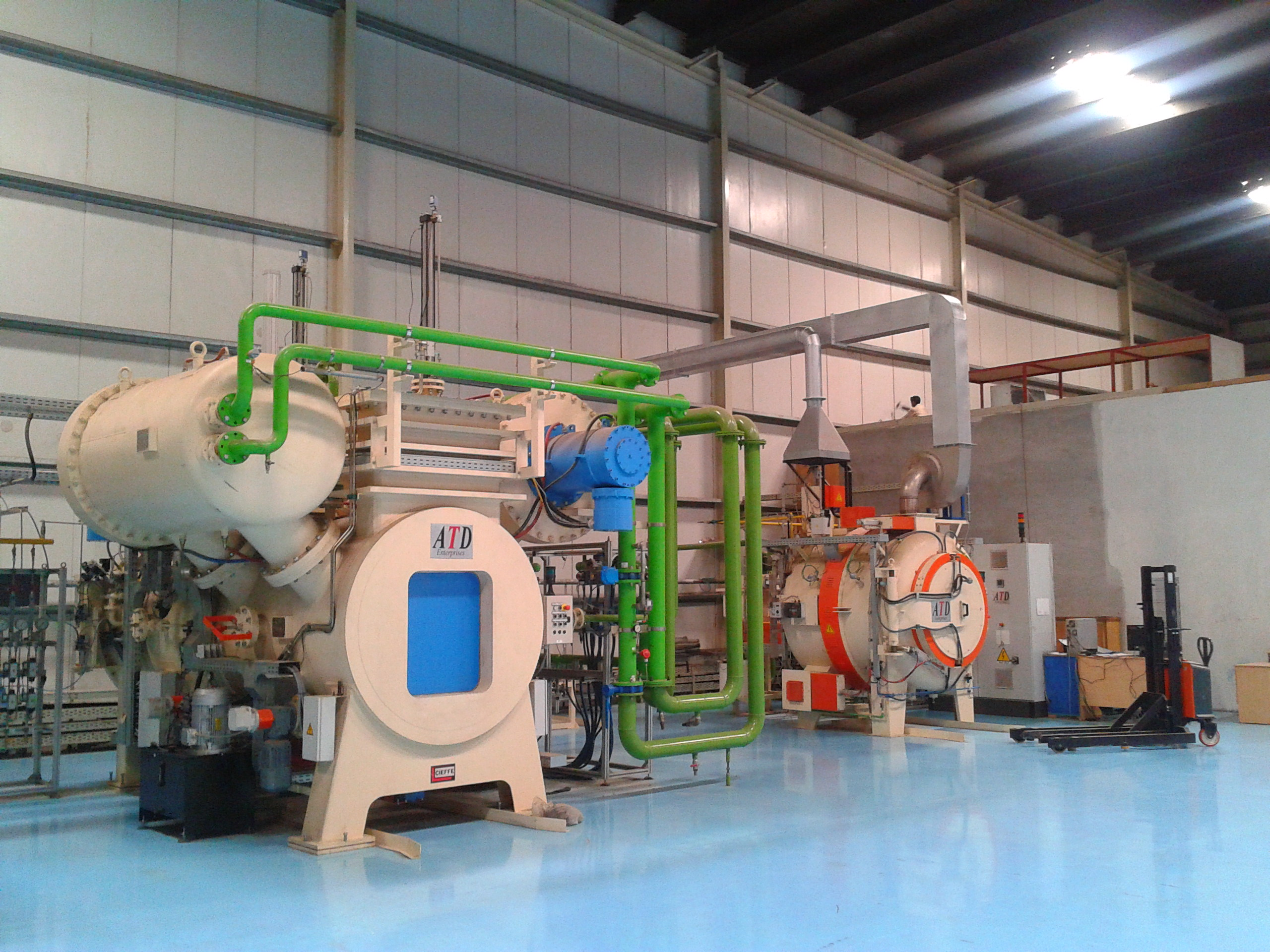
یک کوره کربنی گاز کامپیوتری مدرن

کربوریزه کردن (به انگلیسی: Carburising ،  carburizing (عمدتا  به انگلیسی آمریکایی)، یا carburisation) یک فرآیند عملیات حرارتی است که در آن آهن یا فولاد، کربن را جذب می‌کند در‌ حالی‌ که فلز در حضور یک ماده حاوی کربن مانند زغال یا کربن مونوکسید گرم می‌شود . هدف این است که فلز را سخت‌تر کنیم. بسته به میزان زمان و دما، سطح تحت تأثیر می تواند از نظر مقدار کربن متفاوت باشد. با طولانی‌تر کردن زمان کربوریزه کردن و در دماهای بالاتر معمولاً عمق نفوذ کربن افزایش می‌یابد. هنگامی که آهن یا فولاد به سرعت با آبدهی سرد می‌شود، مقدار کربن بالاتر در سطح بیرونی به دلیل تبدیل از آستنیت به مارتنزیت سخت‌ می‌شود، در حالی که هسته نرم و سخت به عنوان ریزساختار فریتی و/یا پرلیت باقی می‌ماند. 
این فرآیند تولید را می‌توان با نکات کلیدی زیر مشخص کرد: برای قطعات کم کربن استفاده می‌شود. قطعات در تماس با گاز، مایع یا جامد با کربن بالا هستند. سطح قطعه سختی ایجاد می‌کند. هسته‌های قطعه تا حد زیادی چقرمگی و شکل‌پذیری خود را حفظ می‌کنند و عمق سختکاری پوسته را تا 0.25 اینچ (6.4 میلی‌متر) ایجاد می‌کنند. در برخی موارد به عنوان یک راه‌حل برای کربن‌‎زدایی ناخواسته که در مراحل اولیه‌ی فرآیند تولید رخ داده است، عمل می‌کند.

## روش

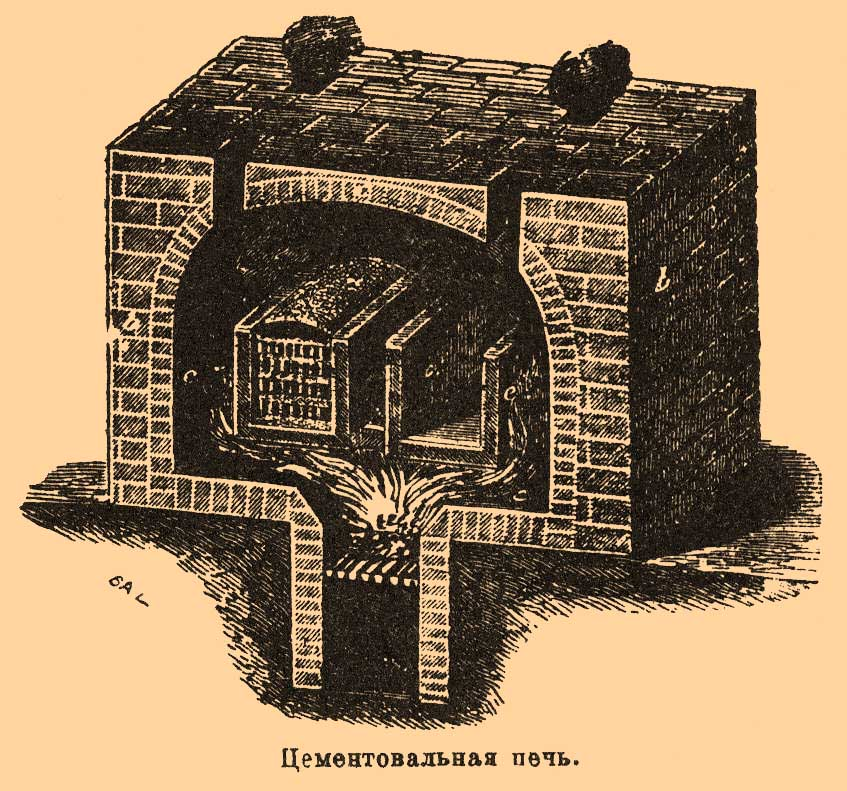
روش قدیمی کربوریزه کردن

کربوریزه کردن فولاد شامل عملیات حرارتی سطح فلز با استفاده از منبع کربن است.  برای افزایش سختی سطح فولاد کم‌کربن می‌توان از کربوریزه کردن استفاده کرد. 
در اولین موارد کربوریزه‌کردن‌ از زغال فشرده به طور مستقیم در اطراف نمونه برای بهبود خواص استفاده می‌شد (که سختکاری پوسته نامیده می‌شود) ، اما تکنیک‌های مدرن از گازها یا پلاسماهای حاوی کربن (مانند کربن دی‌اکسید یا متان) استفاده می‌کنند. این فرآیند در درجه اول به ترکیب گاز محیط و دمای کوره بستگی دارد، که باید به دقت کنترل شود، زیرا گرما ممکن است بر عیوب ریزساختار باقیمانده‌ی مواد نیز تأثیر بگذارد. برای کاربردهایی که کنترل زیادی بر ترکیب گاز موردنظر است، کربوریزه کردن ممکن است تحت فشارهای بسیار کم در یک محفظه خلاء انجام شود.
کربوریزه کردن پلاسما به طور افزاینده‌ای برای بهبود ویژگی‌های سطحی (مانند سایش، مقاومت در برابر خوردگی، سختی، ظرفیت تحمل بار، علاوه بر متغیرهای مبتنی بر کیفیت) فلزات مختلف، به‌ویژه فولادهای ضد‌زنگ استفاده می‌شود. این فرآیند در مقایسه با کربوریزه کردن گازی یا جامد، سازگار با محیط زیست است. همچنین یک بهبود یکنواخت در خواص اجزا با هندسه پیچیده را فراهم می کند (پلاسما می تواند به سوراخ‌ها و ترک‌های اساسی نفوذ کند) و از نظر رفتار اجزا بسیار انعطاف‌پذیر است.
فرآیند کربوریزه کردن از طریق انتشار اتم‌های کربن به لایه‌های سطحی فلز انجام می‌شود. از آنجایی که فلزات از اتم‌هایی تشکیل شده‌اند که به طور محکم به یک شبکه کریستالی فلزی متصل شده‌اند، اتم‌های کربن در ساختار بلوری فلز پخش می‌شوند و یا در محلول باقی می‌مانند (محلول در ماتریس کریستالی فلز - معمولاً در دماهای پایین‌تر اتفاق می‌افتد) یا با اتم‌های فلز میزبان برای تشکیل کاربیدها واکنش می‌دهند (معمولا در دماهای بالاتر، به دلیل تحرک بیشتر اتم‌های فلز میزبان). اگر کربن در محلول جامد باقی بماند، فولاد برای سخت‌شدن آن تحت عملیات حرارتی قرار می‌گیرد. هر‌دوی این مکانیسم‌ها سطح فلز را تقویت می کنند، اولی با تشکیل پرلیت یا مارتنزیت و دومی از طریق تشکیل کاربیدها باعث تقویت و سخت شدن سطح فلز می‌شود. هر‌دوی این مواد سخت هستند و در برابر سایش مقاوم هستند.
کربوریزه کردن گاز معمولاً در دمایی بین 900 تا 950 درجه سانتی‌گراد انجام می شود.
در جوشکاری اکسیژنی، شعله کربوریزه کردن، اکسیژن کمی دارد و  شعله‌ای با تولید دوده‌و با دمای پایین تولید می‌کند. اغلب از آن برای بازپخت فلز استفاده می‌شود و در طول فرآیند جوشکاری چکش‌خوارتر و انعطاف‌پذیرتر می‌شود.
هدف اصلی هنگام تولید قطعات کربوریزه شده، این است که تماس بین سطح قطعه و عناصر غنی از کربن در بیشترین سطح ممکن برقرار شود. در کربوریزه سازی گاز و مایع، قطعات اغلب در سبدهای مشبک نگه داشته می‌شوند یا توسط سیم معلق می‌شوند. در کربوریزه سازی فشرده، قطعه و کربن در یک قالب قرار داده می‌شوند تا اطمینان حاصل شود که تماس در بیشترین سطح ممکن اتفاق می‌افتد. قالب کربوریزه کردن معمولاً از فولاد کربنی ساخته شده‌اند که با آلومینیوم یا آلیاژ نیکل-کروم مقاوم در برابر حرارت روکش شده و در تمام دهانه‌ها با خاک نسوز مهر و موم شده‌اند.

## عوامل سخت کننده
انواع مختلفی از عناصر یا مواد وجود دارد که می‌توان برای انجام این فرآیند از آنها استفاده کرد، اما این مواد عمدتاً از مواد با مقدار کربن بالا تشکیل شده‌اند. چند عامل سخت‌کننده رایج عبارتند از گاز کربن مونوکسید (CO)، سدیم سیانید و باریم کربنات ، یا زغال چوب سخت. در کربوریزه‌سازی گاز، کربن توسط پروپان یا گاز طبیعی خارج می‌شود. در کربوریزه‌سازی مایع، کربن از یک نمک مذاب که عمدتاً از سدیم سیانید (NaCN) و باریم کلرید (BaCl2) تشکیل شده‌است، به دست می‌آید. در کربورسازی فشرده، کربن مونوکسید توسط زغال کک یا زغال چوب سخت خارج می‌شود.

## امکانات هندسی
انواع و اقسام قطعات وجود دارد که می‌توانند کربوریزه شوند، به این معنی که امکان تقریبا بی حد و حصری برای شکل موادی که می‌توان کربوریزه کرد، وجود دارد. با این حال باید به موادی که دارای مقاطع غیریکنواخت یا نامتقارن هستند توجه دقیقی داشت. مقاطع مختلف ممکن است سرعت خنک‌کنندگی متفاوتی داشته‌باشند که می‌تواند باعث ایجاد تنش بیش از حد در مواد و شکستگی شود. 

## تغییرات ابعادی
عملاً غیرممکن است که یک قطعه بدون تغییرات ابعادی تحت کربوریزه کردن قرار گیرد. میزان این تغییرات بر اساس نوع ماده‌ای که استفاده می‌شود، فرآیند کربوریزه سازی طی شده توسط مواد، و اندازه و شکل اصلی قطعه متفاوت است. با این حال تغییرات در مقایسه با عملیات حرارتی کوچک است. 
| خواص مواد کار | اثرات کربوریزه کردن                                                           |
| ------------- | ----------------------------------------------------------------------------- |
| مکانیکی       | - افزایش سختی سطح - افزایش مقاومت در برابر سایش - افزایش خستگی/مقاومت‌های کششی |
| فیزیکی        | - رشد ابعاد دانه ممکن است رخ دهد - تغییر در حجم ممکن است رخ دهد               |
| شیمیایی       | - افزایش میزان کربن سطحی                                                      |

## مواد قطعه کار
به طور معمول موادی که کربونیزه می‌شوند فولادهای کم‌کربن و آلیاژهایی با میزان کربن اولیه از 0.2 تا 0.3 درصد هستند. سطح قطعه کار باید عاری از آلاینده‌هایی مانند روغن، اکسیدها یا محلول‌های قلیایی باشد زیرا مانع از نفوذ کربن در سطح قطعه می‌شوند. 

## مقایسه روش های مختلف
به طور کلی، تجهیزات کربوریزه کردن فشرده می‌توانند قطعات بزرگ‌تری را نسبت به تجهیزات کربوریزه سازی مایع یا گاز در خود جای دهند، اما روش‌های کربوریزه سازی مایع یا گاز سریع‌تر هستند و خود را به جابجایی مواد مکانیزه می‌رسانند. همچنین از مزایای کربوریزه کردن نسبت به کربنیتریدینگ می توان به عمق بیشتر کربن در بدنه (عمق کربن در بدنه ممکن است بیش از 0.3 اینچ باشد)، انحنای کمتر و استحکام در برابر ضربه بهتر اشاره کرد. این باعث می‌شود برای کاربردهای با استحکام بالا و سایش (مانند قیچی یا شمشیر) عالی باشد. معایب شامل هزینه اضافی، دمای کار بالاتر و افزایش زمان است. 

## انتخاب تجهیزات
به طور کلی، برای قطعاتی که بزرگ هستند از کربوریزه سازی گاز استفاده می‌شود. کربوریزه سازی مایع برای قطعات کوچک و متوسط و از کربوریزه سازی فشرده می‌توان برای قطعات بزرگ و فرآوری تکی قطعات کوچک به صورت عمده استفاده کرد. کربوریزه کردن خلأ (کربوریزه کردن با فشار کم یا LPC) را می‌توان در طیف وسیعی از قطعات در صورت استفاده از روغن یا گاز فشار قوی (HPGQ)، بسته به نوع عناصر آلیاژی در ماده پایه، اعمال کرد. 

## همچنین ببینید
- کربناتیدینگ
- سختکاری پوسته
- فرآیند سیمانکاری
- فولاد بوته
- زره هاروی (همچنین به عنوان فولاد Harveyized شناخته می شود)، یک کاربرد اولیه کربورسازی
- Hayward A. Harvey ، پیشگام در توسعه کربورسازی
- نیتریده کردن

## بیشتر خواندن
- جفری پریش، کربورسازی: ریزساختارها و خواص. ASM International. 1999. صفحه 11

## لینک های خارجی
- "MIL-S-6090A, Military Specification: Process for Steels Used In Aircraft Carburizing and Nitriding". United States Department of Defense. 7 Jun 1971. Archived from the original (PDF) on 29 August 2019. Retrieved 19 June 2012.

الگو:Iron and steel production